# Astrocaryum giganteum
Espèce
Astrocaryum giganteum est une espèce de palmiers à feuilles pennées.